# Soaabbikieldimoaivi
Soaabbikieldimoaivi är ett berg i Finland. Det ligger i Enare i landskapet Lappland, i den norra delen av landet, 1 000 km norr om huvudstaden Helsingfors. Toppen på Soaabbikieldimoaivi är 561 meter över havet, eller 67 meter över den omgivande terrängen. Bredden vid basen är 1,0 km. Soaabbikieldimoaivi ingår i Maarestunturit.
Terrängen runt Soaabbikieldimoaivi är huvudsakligen kuperad, men åt nordväst är den platt.  Trakten runt Soaabbikieldimoaivi är nära nog obefolkad, med mindre än två invånare per kvadratkilometer. Det finns inga samhällen i närheten. Omgivningarna runt Soaabbikieldimoaivi är i huvudsak ett öppet busklandskap.